# مايكل دالاس جونيور
مايكل دالاس جونيور (بالإنجليزية: Michael Dallas, Jr.)‏ مواليد 19 ديسمبر 1986 في بيكرسفيلد، كاليفورنيا، الولايات المتحدة، هو ملاكم محترف أمريكي يصنف ضمن فئة وزن خفيف الوسط.

## إحصائيات
خاض خلال مسيرته 26 نزالا، فاز في 21 وتعادل في 2 وخسر في 3. فاز بالضربة القاضية في 10 نزالات.

## روابط خارجية
- مايكل دالاس جونيور على موقع بوكس ريك (الإنجليزية) (registration required)